# ECOSY
ECOSY — організація молодих соціалістів, що об'єднує молодіжні соціал-демократичні і соціалістичні організації Європи. ECOSY — молодіжна організація Партії європейських соціалістів і член IUSY. Штаб-квартира знаходиться в Брюсселі.
ECOSY створена в листопаді 1992 року під назвою «Європейське об'єднання організацій соціалістичної молоді» (European Community Organisation of Socialist Youth) на з'їзді в Гаазі.